# Strotarchus vittatus
Strotarchus vittatus là một loài nhện trong họ Miturgidae.
Loài này thuộc chi Strotarchus. Strotarchus vittatus được miêu tả năm 1935 bởi Dyal.